# Eduardo Fernández Pescador
Eduardo Fernández Pescador (Madrid, 1836-Madrid, 1872) fue un grabador y escultor español.

## Biografía
Grabador en hueco, nació en Madrid en 1836 y estudió los principios de su arte en las clases dependientes de la Real Academia de San Fernando, y bajo la dirección de su tío el cincelador José Sánchez Pescador. Contando con dieciocho años de edad se presentó a la oposición anunciada por el Gobierno con objeto de proveer una plaza de pensionado en el extranjero, y tras obtenerla pasó a París, donde completó en cuatro años su educación artística, regresando a Madrid una vez terminado el plazo de su pensión, durante el cual remitió a la Academia de San Fernando varias muestras de sus adelantos. Presentó diversas obras a las Exposiciones Nacionales de Bellas Artes de 1860 a 1871, cuyos temas fueron los siguientes: retrato de la reina Isabel II, en hueco; otro ídem en yeso; Alegoría de la Justicia; retrato en hueco del duque de Rivas; otro también en hueco de escultor francés Corcheret; copia en bajo-relieve del cuadro de Las lanzas de Velázquez; una medalla distintiva de los diputados, La Ley, modelo en cera; medallas de premios para las Exposiciones de 1864 y 1866; medalla en busto de Salustiano Olózaga; cinco medallones en bronce y sus retratos en cera. Estas obras le hicieron alcanzar una mención honorífica, dos medallas de tercera clase y una de segunda, adquiriendo asimismo el Gobierno algunos de sus referidos trabajos para el Museo nacional.
El principal éxito de Fernández Pescador fue el que obtuvo en la Exposición Universal de París de 1867, donde presentó los troqueles para las referidas medallas de premios; su mencionado retrato de Olózaga, y un duro español. En aquel certamen, Fernández Pescador alcanzó la segunda medalla de oro de las concedidas a su arte. Después de estar algún tiempo al frente de la cátedra de grabado en hueco en la Escuela superior dependiente de la Real Academia de San Fernando, en concepto de interino, fue nombrado para servirla en efectividad en 1866 tras superar oposición. Posteriormente fue nombrado individuo de número de la Real Academia de San Fernando en la vacante ocurrida por fallecimiento de Bartolomé Coromina, ingresando en la misma en 18 de abril de 1869. Además de las obras mencionadas, se deben a Fernández Pescador una medalla de los consejeros de sanidad, otra de los notarios del reino, un retrato de Francisco Martínez de la Rosa, los modelos y cincelado de un bastón de mando regalado al gobernador de Ciudad Real, Agustín Salido, por sus administrados; una medalla de premios de la Real Academia de San Fernando, busto de José de Madrazo, medalla conmemorativa del Legado Piquer y otra de la fundación del Cementerio de Mallorca. Fue condecorado con la encomienda de número de la Orden de Carlos III. Murió en Madrid el 26 de mayo de 1872.